# Calm Like a Bomb
Calm Like a Bomb – czwarty singel amerykańskiej grupy Rage Against the Machine z albumu The Battle of Los Angeles wydany w 2000. Utwór pojawił się na ścieżce dźwiękowej do filmu: Matrix Reaktywacja

## Lista utworów
1. „Calm Like a Bomb”